# 1988 RQ2
1988 RQ2 är en asteroid i huvudbältet som upptäcktes den 8 september 1988 av den danska astronomen Poul Jensen vid Brorfelde-observatoriet.
Asteroiden har en diameter på ungefär 13 kilometer.